# توم مالون
توم مالون (بالإنجليزية: Tom Malone)‏ هو لاعب كرة قدم أمريكية أمريكي، ولد في 29 مارس 1984 في لاك إلسينوري في الولايات المتحدة.

## وصلات خارجية
- توم مالون على موقع JustSportsStats.com (الإنجليزية)